# Even Rogstad Kvalvær
Even Rogstad Kvalvær (15 marzo 1999) è un giocatore di calcio a 5 e calciatore norvegese, intermedio dell'Utleira e della Nazionale norvegese e centrocampista del Kvik.

## Carriera
Rogstad Kvalvær ha giocato nelle giovanili dell'Utleira, per poi entrare a far parte di quelle dello Strindheim. Ha alternato la propria attività tra calcio e futsal: per quanto concerne quest'ultima attività, ha vestito la maglia dell'Utleria, con cui ha conquistato la promozione nella Futsal Eliteserie, massima divisione del campionato norvegese, al termine della stagione 2015-2016.
Il 13 aprile 2016 ha invece esordito per la prima squadra dello Strindheim, subentrando a Bendik Endresen Loe nella partita terminata per 2-2 sul campo dello Stjørdals-Blink, in una sfida valida per il primo turno del Norgesmesterskapet, persa poi ai tiri di rigore per 7-6.
Il 16 aprile successivo ha giocato la prima partita di campionato, stavolta sostituendo Henrik Eugen Leseth nella sconfitta per 7-3 subita in casa del Nybergsund. A fine stagione, lo Strindheim è retrocesso in 3. divisjon.
Il 29 giugno 2017 ha trovato la prima rete con questa maglia, nella vittoria per 1-3 arrivata sul campo dell'Orkla.
In virtù delle sue prestazioni con l'Utleira, il 15 novembre 2017 è stato convocato dal commissario tecnico della Norvegia Sergio Gargelli per la Nordic Futsal Cup. Il 5 dicembre dello stesso anno ha pertanto debuttato in squadra, nella sconfitta per 0-1 contro la Danimarca.
Il 21 novembre 2017 è stato annunciato il suo passaggio al Kvik.

## Statistiche

### Presenze e reti nei club
Statistiche aggiornate al 24 gennaio 2018.
| Stagione          | Club              | Campionato        | Campionato | Campionato | Coppe nazionali | Coppe nazionali | Coppe nazionali | Coppe continentali | Coppe continentali | Coppe continentali | Supercoppe | Supercoppe | Supercoppe | Totale | Totale |
| Stagione          | Club              | Comp              | Pres       | Reti       | Comp            | Pres            | Reti            | Comp               | Pres               | Reti               | Comp       | Pres       | Reti       | Pres   | Reti   |
| ----------------- | ----------------- | ----------------- | ---------- | ---------- | --------------- | --------------- | --------------- | ------------------ | ------------------ | ------------------ | ---------- | ---------- | ---------- | ------ | ------ |
| 2016              | Strindheim        | 2D                | 1          | 0          | CN              | 1               | 0               | -                  | -                  | -                  | -          | -          | -          | 2      | 0      |
| 2017              | Strindheim        | 3D                | 10         | 1          | CN              | 0               | 0               | -                  | -                  | -                  | -          | -          | -          | 10     | 1      |
| Totale Strindheim | Totale Strindheim | Totale Strindheim | 11         | 1          |                 | 1               | 0               |                    | -                  | -                  |            | -          | -          | 12     | 1      |
| 2018              | Kvik              | 4D                | 0          | 0          | CN              | 0               | 0               | -                  | -                  | -                  | -          | -          | -          | 0      | 0      |
| Totale            | Totale            | Totale            | 11         | 1          |                 | 1               | 0               |                    | -                  | -                  |            | -          | -          | 12     | 1      |